# 赛弗特环形山
赛弗特环形山（Seyfert）是月球背面北半部一座古老的大撞击坑，约形成于39.2-38.5亿年前的酒海纪，其名称取自二十世纪美国天文学家卡尔·基南·赛弗特(1911年-1960年)，1970年被国际天文学联合会批准接受。

## 描述

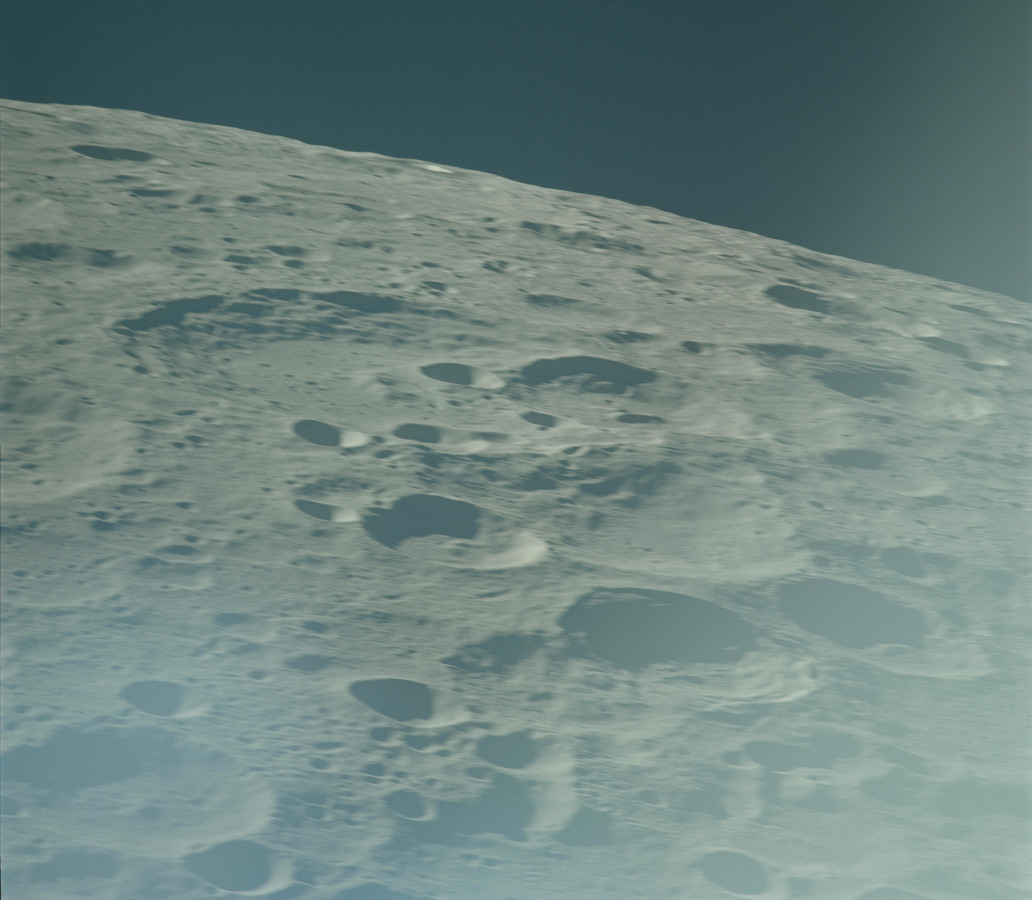
赛弗特环形山，阿波罗16号拍摄。

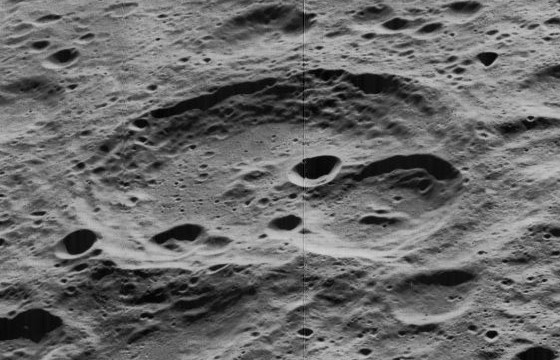
月球轨道器5号拍摄的西向斜视图

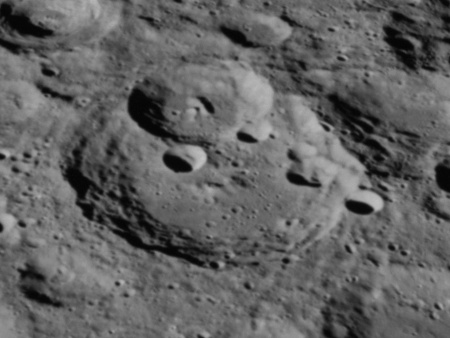
阿波罗14号哈苏相机拍摄的东北向斜视图

该陨坑西侧毗邻埃斯平环形山、北面坐落了哈里奥特环形山、英尼斯陨石坑位于它的东南偏东、南面则横亘了波尔祖诺夫环形山。该陨坑中心月面坐标为29°16′N 114°20′E / 29.26°N 114.34°E，直径102.63公里，深度约2.86公里。
赛弗特环形山外观呈多边形状，南北向略微偏长，损毁度较为明显。陨坑侧壁已磨损侵蚀，东北壁坐落了卫星坑"赛弗特 A"，东侧边缘较为平直。内侧壁宽窄不匀，且带有阶地状痕迹，东侧内壁覆盖了数座小陨坑。环形山坑壁最大高出周边地形1500米，内部容积约有10535公里3。坑底表面较为平缓，散布有许多醒目的撞击坑，中心点附近有一道低矮的中央山脊。
该环形山的坑底和坑壁上覆盖有来自西北方焦尔达诺·布鲁诺陨石坑的射纹束。

## 卫星陨石坑
按惯例，最靠近赛弗特环形山的卫星坑将在月图上以字母标注在该坑的中心点旁。
| 赛弗特 | 纬度    | 经度     | 直径    |
| ------ | ------- | -------- | ------- |
| A      | 30.5° N | 114.9° E | 53 公里 |

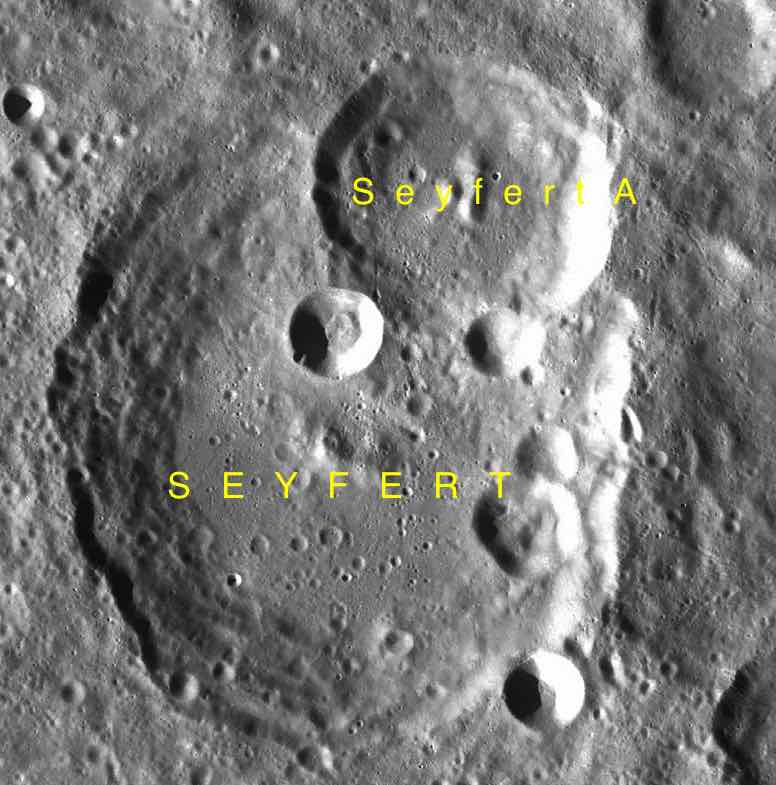
LAC-47 区域图

- 卫星坑"赛弗特 A"约形成于酒海纪[1]，坑内矗立了一道中央山脊。

## 另请参阅
- Andersson, L. E.; Whitaker, E. A. . NASA RP-1097. 1982.
- Blue, Jennifer. . USGS. July 25, 2007  [2007-08-05]. （原始内容存档于2015-05-26）.
- Bussey, B.; Spudis, P. . New York: Cambridge University Press. 2004. ISBN 978-0-521-81528-4.
- Cocks, Elijah E.; Cocks, Josiah C. . Tudor Publishers. 1995. ISBN 978-0-936389-27-1.
- McDowell, Jonathan. . Jonathan's Space Report. July 15, 2007  [2007-10-24]. （原始内容存档于2015-01-12）.
- Menzel, D. H.; Minnaert, M.; Levin, B.; Dollfus, A.; Bell, B. . Space Science Reviews. 1971, 12 (2): 136–186. Bibcode:1971SSRv...12..136M. doi:10.1007/BF00171763.
- Moore, Patrick. . Sterling Publishing Co. 2001. ISBN 978-0-304-35469-6.
- Price, Fred W. . Cambridge University Press. 1988. ISBN 978-0-521-33500-3.
- Rükl, Antonín. . Kalmbach Books. 1990. ISBN 978-0-913135-17-4.
- Webb, Rev. T. W.  6th revised. Dover. 1962. ISBN 978-0-486-20917-3.
- Whitaker, Ewen A. . Cambridge University Press. 1999. ISBN 978-0-521-62248-6.
- Wlasuk, Peter T. . Springer. 2000. ISBN 978-1-85233-193-1.